# Verbesina domingensis
Verbesina domingensis là một loài thực vật có hoa trong họ Cúc. Loài này được Urb. miêu tả khoa học đầu tiên năm 1912.